# Hopteanka, Pidvolociîsk
Hopteanka (în ucraineană Хоптянка) este un sat în comuna Podillea din raionul Pidvolociîsk, regiunea Ternopil, Ucraina.

## Demografie
Componența lingvistică a localității Hopteanka
     Ucraineană (100%)
Conform recensământului din 2001, toată populația localității Hopteanka era vorbitoare de ucraineană (100%).